# Йоан Хадзиапостолу
Йоан (на гръцки: Ιωάννης, Йоанис) е гръцки духовник, митрополит на Вселенската патриаршия.

## Биография
Роден е с фамилията Хадзиапостолу (Χατζηαποστόλου) около 1850 година на Имброс. В 1876 година завършва Халкинската семинария. До 1878 година преподава в Пловдив. От 1878 до 1883 година е втори дякон при Патриаршията, а от 1883 до 1885 – велик архидякон.
На 27 януари 1885 година е ръкоположен за свещеник от митрополит Игнатий Литицки. На 30 януари 1885 година в патриаршеската катедрала „Свети Георги“ е ръкоположен за епископ на Парамития. Ръкополагането е извършено от митрополит Софроний Янински в съслужение с митрополитите Герасим IV Анкарски, Константий Визенски, Антим Дебърски и Игнатий Литицки.
На 12 авгусг 1893 година е избран за митрополит на Дискатската епархия. След закриването на епархията в 1896 година се установява в Цариград. На 29 май 1897 година е избран за митрополит на Лерос и Калимнос. На 8 август 1903 година е избран за касандрийски митрополит в Полигирос. Подкрепя гръцката въоръжена пропаганда в Македония. Подава оставка на 3 юли 1907 година след конфликт с паството и се оттегля на Света гора.
Умира в Цариград, където е на лечение, на 5 или 11 юни 1915 година.